# Crashing (serie televisiva 2016)
Crashing è una serie televisiva britannica trasmessa da Channel 4 tra il gennaio e il febbraio del 2016, per un totale di sei episodi. È stata ideata e sceneggiata da Phoebe Waller-Bridge, mentre la regia è di George Kane.
In Italia la serie è stata resa disponibile in streaming su Netflix il 2 giugno 2017, in versione sottotitolata.

## Trama
Un gruppo di ventenni convive in un ospedale abbandonato come property guardian: in cambio di un canone d'affitto ridotto devono fare da custodi dell'edificio e rispettare una rigida serie di regole.

## Episodi
| nº | Titolo    | Prima TV originale | Pubblicazione Italia |
| -- | --------- | ------------------ | -------------------- |
| 1  | Episode 1 | 11 gennaio 2016    | 2 giugno 2017        |
| 2  | Episode 2 | 18 gennaio 2016    | 2 giugno 2017        |
| 3  | Episode 3 | 25 gennaio 2016    | 2 giugno 2017        |
| 4  | Episode 4 | 1º febbraio 2016   | 2 giugno 2017        |
| 5  | Episode 5 | 8 febbraio 2016    | 2 giugno 2017        |
| 6  | Episode 6 | 15 febbraio 2016   | 2 giugno 2017        |

## Produzione
Il soggetto della serie è tratto da due commedie teatrali, scritte da Waller-Bridge, che sono state in seguito adattate per la televisione su commissione della casa di produzione Big Talk Productions.
L'ambientazione della serie è ispirata al Middlesex Hospital, un ospedale abbandonato situato nel quartiere di Fitzrovia, nella Città di Westminster, vicino agli uffici della casa di produzione.